# Durllabhganj
Durllabhganj è una suddivisione dell'India, classificata come census town, di 6.129 abitanti, situata nel distretto di Midnapore Ovest, nello stato federato del Bengala Occidentale. In base al numero di abitanti la città rientra nella classe V (da 5.000 a 9.999 persone).

## Geografia fisica
La città è situata a 22° 43' 55 N e 87° 19' 38 E.

## Società

### Evoluzione demografica
Al censimento del 2001 la popolazione di Durllabhganj assommava a 6.129 persone, delle quali 3.216 maschi e 2.913 femmine. I bambini di età inferiore o uguale ai sei anni assommavano a 741, dei quali 377 maschi e 364 femmine. Infine, coloro che erano in grado di saper almeno leggere e scrivere erano 4.825, dei quali 2.647 maschi e 2.178 femmine.